# Forest Hill (Texas)
Forest Hill é uma cidade localizada no estado norte-americano do Texas, no Condado de Tarrant.

## Demografia
Segundo o censo norte-americano de 2000, a sua população era de 12.949 habitantes.
Em 2006, foi estimada uma população de 13.668, um aumento de 719 (5.6%).

## Geografia
De acordo com o United States Census Bureau tem uma área de 11,0 km², dos quais 11,0 km² cobertos por terra e 0,0 km² cobertos por água.

## Localidades na vizinhança
O diagrama seguinte representa as localidades num raio de 12 km ao redor de Forest Hill.